# Rezhe
Rezhe (kinesiska: 热柘) är en köping i sydöstra Kina. Den ligger i Pingyuan härad i staden Meizhou i provinsen Guangdong, omkring 320 kilometer nordost om provinshuvudstaden Guangzhou. Antalet invånare är 9 111. Befolkningen består av 4 602 kvinnor och 4 509 män. Barn under 15 år utgör 18,0 %, vuxna 15-64 år 65 %, och äldre över 65 år 15,0 %.